# Bukhara Womens 2011
Il Bukhara Womens 2011 è stato un torneo di tennis facente parte della categoria ITF Women's Circuit nell'ambito dell'ITF Women's Circuit 2011. Il torneo si è giocato a Bukhara in Uzbekistan dal 2 all'8 maggio 2011 su campi in cemento e aveva un montepremi di $25,000.

## Vincitori

### Singolare
Nikola Hofmanová ha battuto in finale  Marta Sirotkina con il punteggio di 6–4, 7–5

### Doppio
Han Sung-hee /  Liang Chen hanno battuto in finale  Nina Bratčikova /  Ksenia Palkina con il punteggio di 4–6, 7–6(5), [10-5]